# Bucculatrix xanthophylla
Bucculatrix xanthophylla är en fjärilsart som beskrevs av Edward Meyrick 1931. Bucculatrix xanthophylla ingår i släktet Bucculatrix och familjen kronmalar. Inga underarter finns listade i Catalogue of Life.